# Kinnegad
Kinnegad is een plaats in het Ierse graafschap County Westmeath. De plaats telt 1149 inwoners.